# Club de Futbol Kovalam
El Club de Futbol Kovalam (en anglès Kovalam Football Club i sovint abreujat Kovalam FC) és un club de futbol professional indi amb seu a Kovalam, a Thiruvananthapuram, la capital de Kerala. Competeixen a la Kerala Premier League, el cinquè nivell del sistema de lliga de futbol índia.
El Kovalam FC va ser fundat l'any 2009 per Ebin Rose, un antic jugador del Santhosh Trophy de Kerala, i PJ Mathew, un antic soldat i futbolista. El club té la distinció única de ser el primer equip de Kerala que juga a la I-League sub-15. Va participar per primera vegada a la KPL 2018-19, i des de llavors han estat part integrant de la Kerala Premier League. També va ser el primer club de futbol de l'estat que va tenir estadi propi, el qual es troba a Arumanoor.